# Покровка (Хмельницький район)
Покрівка (Покірівка) — село в Україні, у Сатанівській селищній територіальній громаді Хмельницького району Хмельницької області. Східне передмістя Сатанова.

## Історія
У довідковому виданні «Парафії та церкви Подільської єпархії» (Кам'янець-Подільський, 1901) Покровка розглядалася як південно-східна частина містечка Сатанів. Разом із селом Зверхівці вона утворювала Покровську парафію Сатанова.
Спочатку в Покровці була дерев'яна церква. 1816 року вона згоріла. 1836 року було завершено будівництво кам'яного храму на честь Покрови Пресвятої Богородиці. Церкву звели на кошти парафіян із благословення подільського архієпископа Кирила (Богословського-Платонова). Вартість храму — 6000 рублів, із них 300 пожертвував церковний староста Сильвестр Середа. Первісний іконостас, писаний на полотні, придбали в церкві села Привороття Ушицького повіту (нині Подільське Кам'янець-Подільського району). Того ж 1836 року до складу Покровської парафії увійшло село Зверхівці.
1839 року в ніч із 10 на 11 січня від землетрусу в склепінні храму утворилася тріщина. 1848 року збудовано дім для священика. Причтові приміщення влаштовано частково 1886 року, а частково 1895 року. 1888 року до храму прибудували кам'яну дзвіницю вартістю 2700 рублів.
1890 року священик Розумовський відкрив у Покровці церковнопарафіяльну школу. Вона розмістилася у новому власному приміщенні.

## Населення
Населення становить 519 осіб.

### Мова
Розподіл населення за рідною мовою за даними перепису 2001 року:
| Мова       | Відсоток |
| ---------- | -------- |
| українська | 98,46%   |
| російська  | 1,54%    |

## Символіка

### Герб
В лазуровому щиті срібний Покров із золотими хрестами, супроводжуваний вгорі золотим сонцем з шістнадцятьма променями, внизу  восьмипроменевою зіркою, гранованою золотом і сріблом. Щит вписаний у декоративний картуш і увінчаний золотою сільською короною. Унизу картуша напис «ПОКРОВКА».

### Прапор
В центрі синього квадратного полотнища білий Покров із жовтими хрестами, над Покровом жовте сонце з шістнадцятьма променями, під Покровом восьмипроменева зіркоа, гранована жовтим і білим.
Покров Богородиці символізує назву села; сонце – символ Поділля, гранована зірка означає Богородицю, золото і срібло – православ’я і католицизм.

## Природоохоронні території
Село межує з національний природним парком «Подільські Товтри».

## Галерея

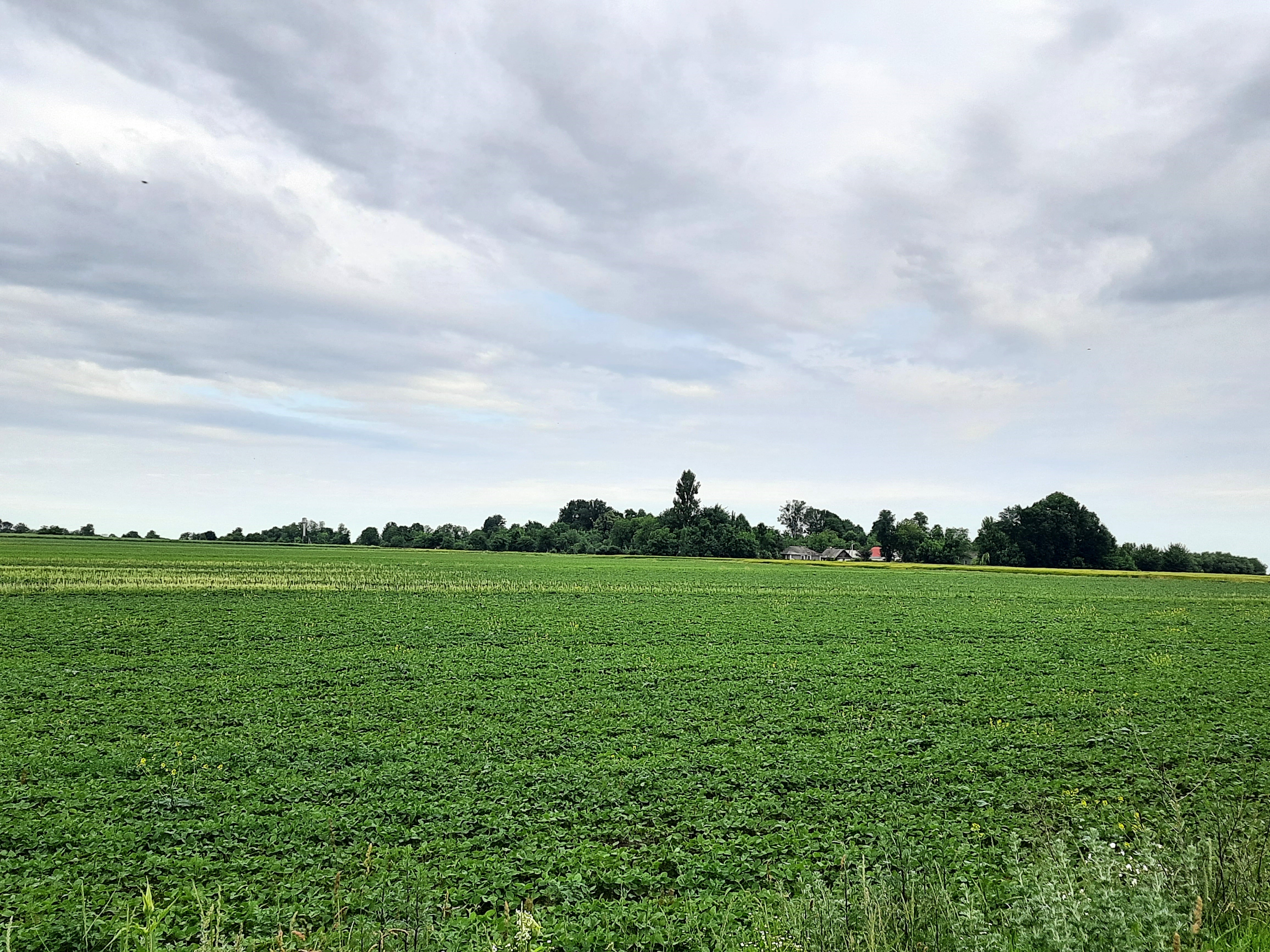
Вигляд на село
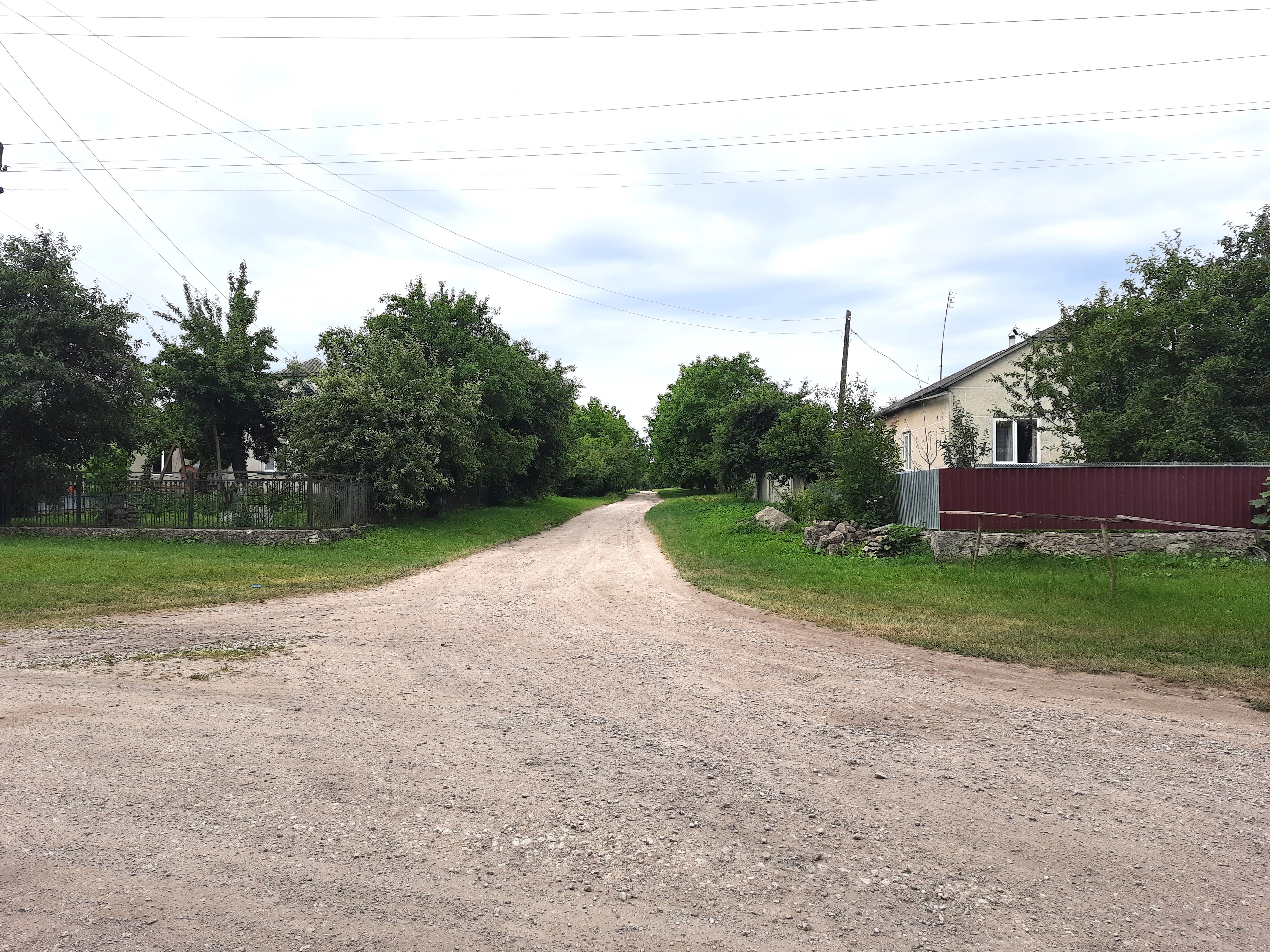
В'їзд у село
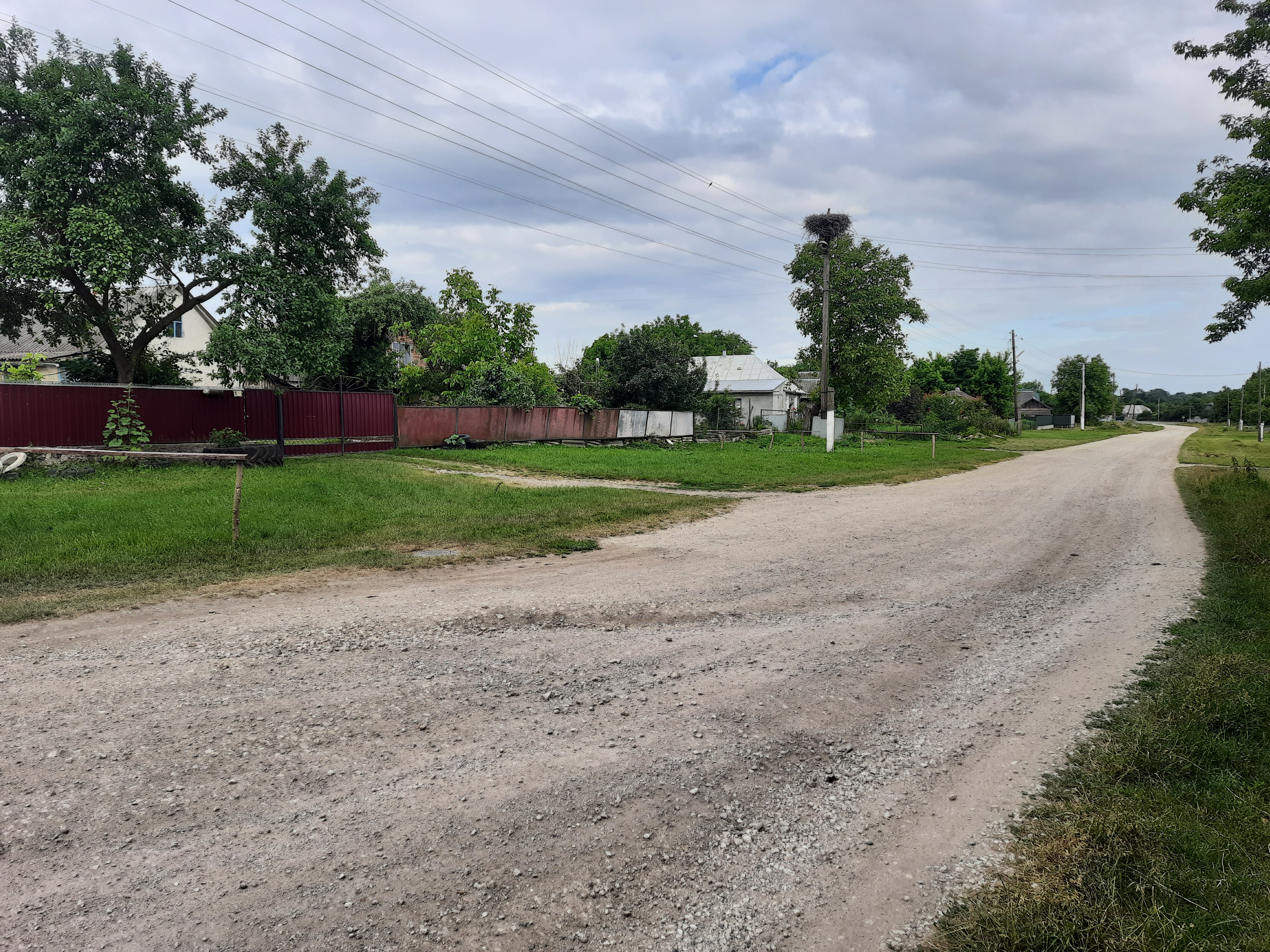
Сільська вулиця
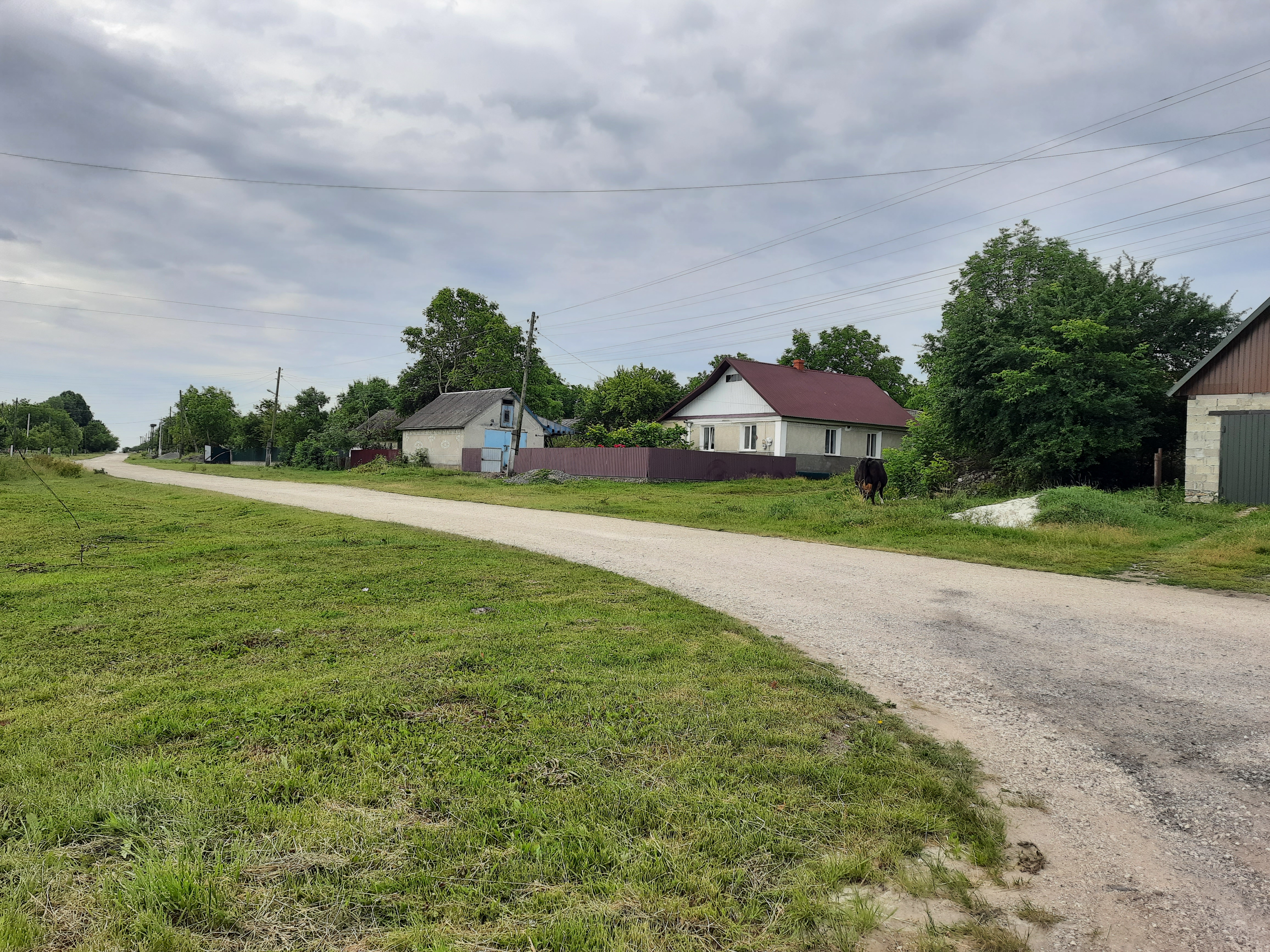
Сільська вулиця